# Melting (album)
Melting è il primo album in studio del gruppo femminile sudcoreano Mamamoo. Distribuito da CJ E&M, è stato pubblicato il 26 febbraio 2016 da RBW. Contiene dodici tracce, incluso il singolo You're the Best, che è stato usato per promuovere l'album. L'album è preceduto da altri due singoli, I Miss You e Taller Than You. 

## Tracce
1. Taller Than You (1cm의 자존심?, 1cm-ui JajunsimLR, lit. Pride of 1cm) – 3:04 (testo: Kim Do-hoon, Moonbyul, Solar, Hwasa – musica: Kim Do-hoon)
2. Words Don't Come Easy (우리끼리?, UrikkiriLR) – 3:56 (testo: Kim Do-hoon, Park Woo-sang, Esna – musica: Kim Do-hoon, Park Woo-sang)
3. You're the Best (넌 is 뭔들?, Neon is MwondeulLR) – 3:50 (testo: Kim Do-hoon, Moonbyul, Solar – musica: Kim Do-Hoon, Duble Sidekick)
4. Friday Night (feat. Junggigo) (금요일밤?, GeumyoilbamLR) – 3:22 (testo: Park Woo-sang, Moonbyul – musica: Park Woo-sang)
5. My Hometown (고향이?, Gohyang-iLR) – 3:21 (testo: Kim Do-hoon, Solar, Moonbyul, Wheein, Hwasa – musica: Kim Do-hoon, Solar)
6. Emotion – 3:27 (testo: Cosmic Sound, Cosmic, Moonbyul – musica: Cosmic Sound, Cosmic)
7. I Miss You – 4:16 (testo: Cosmic Sound, Hwang Yoo-bin, Moonbyul – musica: Kim Do-hoon)
8. Funky Boy – 3:35 (testo: Yoon Hye-joo – musica: Daniel Palm, Ellen Berg Tollbom)
9. Recipe (나만의?, Naman-ui RecipeLR) – 2:49 (testo: Solar, Hwasa, Moonbyul, Park Woo-sang – musica: Kim Do-hoon, Park Woo-sang, Solar, Hwasa)
10. Cat Fight (고양이?, Goyang-iLR, lit. Cat) – 3:26 (testo: Hwang, Lee Hoo-sang, Moonbyul – musica: Lee Hoo-sang, S2REN)
11. Just – 3:41 (Park Woo-sang)
12. Girl Crush – 3:08 (testo: Jang Yoon-seo, Park Woo-sang – musica: Park Woo-sang)
13. You're the Best (Instrumental) – 3:49 (musica: Kim Do-hoon, Duble Sidekick)

## Classifiche

### Classifiche settimanali
| Classifica (2016) | Posizione massima |
| ----------------- | ----------------- |
| Corea del Sud     | 2                 |

### Classifiche di fine anno
| Classifica (2016) | Posizione |
| ----------------- | --------- |
| Corea del Sud     | 73        |